# Carl Reinhold Sahlberg
Pour les articles homonymes, voir Sahlberg.
Carl Reinhold Sahlberg, né le 22 janvier 1779 à Eura et mort le 18 octobre 1860 à Yläne, est un naturaliste suédophone de Finlande, sujet de l'Empire russe, spécialisé en botanique et en entomologie. C'est le père du zoologiste et botaniste Reinhold Ferdinand Sahlberg (1811-1874) et le grand-père de Johan Reinhold Sahlberg (dit John), né en 1845 et mort en 1920, futur explorateur et entomologiste. Son abréviation en zoologie est Sahlberg ou parfois C. R. Sahlberg.

## Carrière
Sahlberg naît en Finlande, alors province de la couronne suédoise, de Isak Reinhold Sahlberg et de Lovisa Katarina Polviander. Il entre à seize ans à l'Académie royale d'Åbo où il s'intéresse particulièrement aux sciences naturelles et commence à y enseigner en 1799, alors qu'il n'a pas terminé ses études. Après avoir fini l'académie, il exerce quelque temps à la campagne (1801). Il est nommé assistant du jardin botanique d'Åbo.
Il étudie notamment avec le professeur Carl Niclas Hellenius, et reçoit son titre de doctor philosophiæ en 1802,  avec une thèse sur le thème « Les lichens sont-ils dangereux pour les arbres », qui expose que les lichens n'ont pas de racines, et ne sont donc pas des parasites, une croyance répandue jusqu'ici. Il enseigne les sciences naturelles à partir de 1804, puis il étudie la médecine (thèse en 1810, sous la supervision du professeur Erik von Haartman, sur le thème « Addition de quelques médicaments à la pharmacopée suédoise »), pour être nommé assistant en médecine et en botanique. Il est enfin nommé secrétaire du collège de médecine.
Il épouse en 1807 Johanna Sofia Björkfors, dont il a Reinhold Ferdinand, futur naturaliste, né en 1811.

### Herbier et conservateur de jardin botanique
Sahlberg constitue sa vie durant un travail de collection, tant botanique qu'entomologique. Il envoie régulièrement des étudiants collecter dans diverses régions de Finlande. Il effectue lui-même plusieurs voyages à but scientifique, lui permettant des contacts avec d'autres scientifiques, à Saint-Pétersbourg et dans diverses provinces de Suède, d'où il ramène des graines, des racines et boutures de plantes pour le jardin botanique d'Abo, faisant passer les plantes du jardin de 1000 à 3000 dès 1814.
Parmi ses rencontres, on peut mentionner l'étudiant en droit Carl Gustav Mannerheim, qu'il initie à la collecte d'insectes, qui se passionnera pour les coléoptères, et qui lui dédiera en 1823 une espèce, Eucnemis salhbergi, aujourd'hui dans le genre Rhacopus.
Il se constitue également un herbier personnel, ou Herbarium Sahlbergianum, comprenant plus de 5100 spécimens, et plus de 4300 espèces, réunies par ses propres collectes ainsi que par des échanges avec de nombreux botanistes, tels qu'Erik Acharius, Adam Afzelius, Carl Adolph Agardh, Gustaf Johan Billberg, Peter Johan Bladh, Johann Peter Buek, Anders Dahl, Carl Fredrik Fallén, Johan Erik Forsström, Carl Ludwig Goldbach, Carl Niclas Hellenius, Jens Wilken Hornemann, Clas Fredrik Hornstedt, Johan Daniel Lundmark, Adolph Murray, Jason Petrow, Carl Birger Rutström, Christian Friedrich Stephan, Carl Peter Thunberg, Carl Bernhard von Trinius, Göran Wahlenberg, ou Carl Henriksson Wänman.
Il devient professeur ordinaire en 1818 en sciences naturelles et en économie agricole, succédant à Carl Niclas von Hellens (1745-1820) et fonde avec ses étudiants la Societas pro fauna et flora fennica en 1821, qu'il préside de 1821 à 1841.
En 1827, le grand incendie d'Åbo détruit 75% de la ville, y compris le jardin botanique, ainsi que l'herbier qui comprenait plus de 9000 espèces). L'herbier de Sahlberg est sauvé par des étudiants et une botaniste. Sahlberg le vend à l'université en 1828 et avec l'argent, instaure un fonds pour des expéditions scientifiques.
Les autorités impériales russes transfèrent alors l'université à Helsingfors et elle prend le nom d'université impériale Alexandre. Sahlberg y enseigne les sciences naturelles et achète de nouvelles collections, les anciennes ayant brûlé. Il est également chargé de d'établir le nouveau jardin botanique d'Helsingfors, sur la base d'un jardin existant à Kaisaniemi depuis la fin du XVIIIe siècle. Le nouveau jardin est inauguré en 1833, et en 1835, il compte déjà 5000 espèces.
Sahlberg est également membre fondateur de la Finnish Garden Society en 1837 et de l'Association scientifique finlandaise en 1838. En 1840, il est co-organisateur du bicentenaire de l'université d'Helsinki, ce qui constitue l'apogée de sa carrière.
Il a été nommé membre honoraire de plusieurs sociétés, Société impériale des Naturalistes de Moscou en 1815, Naturforschende  Gesellschaft zu Leipzig 1820,  Société Entomologique de France en 1833 and Société cuviérienne de Paris en 1833.

### Retraite, collections et verger d'Yläne
Après sa retraite en 1841, il s'occupe des collections de divers muséums d'histoire naturelle (notamment dans le domaine de l'entomologie et de la botanique) du grand-duché de Finlande et du jardin botanique d'Åbo. Il organise notamment la cession, par Christian von Steven, de sa collection botanique à l'université Alexandre (en 1860), comprenant 120 000 spécimens de 23 000 espèces. Il avait également acquis en 1834 la collection du lichenologue Erik Acharius,.
Dans sa maison de campagne à Yläne, acquise en 1812, et constituée en un domaine au fil des années, Sahlberg s'adonne également à la pomologie après sa retraite. Il y constitue un verger entre 1845 et 1852, qu'il nomme Huvitus (« amusement »). En 1849, des pommes et des fraises en provenance de ce verger sont vendues au marché de Turku. En 1852, Sahlberg écrit dans une lettre que ce domaine comprend plus de 1300 arbres fruitiers, principalement des pommiers (Malus pumila), d'une centaine de cultivars.

### Entomologie
C. R. Sahlberg publie divers ouvrages d'entomologie, qui constituent des compilations et descriptions nouvelles d'espèces, notamment de Finlande, surtout de coléoptères, ainsi que d'hémiptères. Son approche reste purement descriptive, sans entrer dans les relations entre les groupes, comme le fera son contemporain Mannerheim.
Aujourd'hui le musée d'histoire naturelle de Finlande de l'université d'Helsinki possède ses collections d'insectes.

## Taxons décrits
Parmi les insectes qu'il a décrit, on peut mentionner : 
- Hemiptera, Auchenorrhyncha, Cicadellidae[10]
  - Stictocoris picturatus (Sahlberg, 1842), sous le basionyme de Cicada picturata
  - Rhopalopyx adumbrata (Sahlberg, C., 1842), sous le basionyme de Cicada adumbrata
- Hemiptera, Heteroptera, Corixidae[11]
  - Arctocorisa carinata (C.R. Sahlberg, 1819), sous le basionyme de Corixa carinata
  - Cymatia bonsdorffii (C.R. Sahlberg, 1819), sous le basionyme de Corixa bonsdorffii
  - Sigara (Microsigara) hellensii (C.R. Sahlberg, 1819) (sous le basionyme de Corixa hellensii
- Coleoptera, Brachyceridae
  - Lepidonotaris petax (C.R.Sahlberg, 1823) sous le basionyme de Dorytomus petax
- Coleoptera, Carabidae
  - Bembidion (Philochthus) mannerheimii C.R.Sahlberg, 1827
  - Dicheirotrichus rufithorax (C.R.Sahlberg, 1827), basionyme Harpalus rufithorax
- Coleoptera, Cerambycidae
  - Dorcadion sericatum Sahlberg, 1823
  - Mallosoma zonatum (Sahlberg, 1823)
- Coleoptera, Chrysomelidae
  - Aspidimorpha diaphana (Sahlberg, 1823), basionyme Cassida diaphana
  - Chrysolina (Bittotaenia) salviae (С. Sahlberg, 1823), basionyme Chrysomela salviae[12]
  - Crioceris bicruciata (Sahlberg, 1823), basionyme Lema bicruciata
  - Diabrotica limitata (Sahlberg, 1823), basionyme Crioceris limitata
  - Diabrotica pulchra (Sahlberg, 1823), basionyme Crioceris pulchra
  - Galeruca laticollis C.R. Sahlberg, 1838
  - Helioscopa varians (Sahlberg, 1823), basionyme Clythra varians
  - Laccoptera corrugata (Sahlberg, 1823), basionyme Cassida corrugata
  - Monolepta apicalis (Sahlberg, 1823), basionyme Crioceris apicalis
  - Ootheca mutabilis (Sahlberg, 1829), basionyme Galeruca mutabilis
  - Paraselenis axillaris (Sahlberg, 1823), basionyme Cassida axillaris
  - Stolas antiqua (Sahlberg, 1823), basionyme Cassida antiqua
  - Theone silphoides silphoides (C. Sahlberg, 1823), basionyme Galleruca silphoides[12]
  - Timarcha geniculata (С. Sahlberg, 1823), basionyme Chrysomela geniculata[12]
- Coleoptera, Cryptophagidae
  - Cryptophagus dorsalis C.R.Sahlberg, 1819
- Coleoptera, Curculionidae
  - Alcidodes senex (C.R.Sahlberg, 1823), basionyme: Alcides senex
  - Alocorhinus Sahlberg, 1823
  - Alocorhinus albolineatus Sahlberg, 1842
  - Alocorhinus comprimatus Sahlberg, 1823
  - Alocorhinus curtisi Sahlberg, 1842
  - Ameris ynca (C.R.Sahlberg, 1823)
  - Artipus Sahlberg, 1823
  - Artipus corycaeus C. R. Sahlberg, 1823
  - Chlorophanus C. R. Sahlberg, 1823
  - Chlorophanus fallax C. R. Sahlberg, 1823
  - Coelosternus C.R.Sahlberg, 1823
  - Coelosternus balteatus C.R.Sahlberg, 1823
  - Cycloderes C. R. Sahlberg, 1823
  - Eutypus clericus (C. R. Sahlberg, 1823), basionyme Alocorhinus clericus
  - Homalinotus C.R.Sahlberg, 1823
  - Homalinotus deplanatus C.R.Sahlberg, 1823
  - Ips duplicatus (C.R. Sahlberg, 1836)
  - Lasiopus C.R.Sahlberg, 1823
  - Lasiopus cilipes C.R.Sahlberg, 1823
  - Lasiopus plumipes C.R.Sahlberg, 1842
  - Lixus auriculatus C.R.Sahlberg, 1823
  - Lixus impressus C.R.Sahlberg, 1823
  - Lixus sitta C.R.Sahlberg, 1823
  - Odontoderes C.R.Sahlberg, 1823
  - Odontoderes cacicus C.R. Sahlberg, 1823
  - Phaops Sahlberg, 1823
  - Phaops albugo Sahlberg, 1823
  - Pissodes gyllenhali (Sahlberg C.R., 1834), basionyme Rhynchaenus gyllenhali
  - Platyomus Sahlberg, 1823
  - Platyomus nodipennis Sahlberg, 1823
  - Promecops Sahlberg, 1823
  - Promecops nubifer Sahlberg, 1823
  - Rhynchaenus interstitiosus Sahlberg, 1834
  - Tylodes C.R.Sahlberg, 1823
- Coleoptera, Histeridae
  - Euspilotus azureus (C.R.Sahlberg, 1823), basionyme Hister azureus
- Coleoptera, Lampyridae
  - Photinus discoideus (Sahlberg, 1823), basionyme Lampyris discoideus
- Coleoptera, Leiodidae
  - Colon dentipes (C.R. Sahlberg, 1822)
- Coleoptera, Melandryidae
  - Dolotarsus lividus (C.R.Sahlberg, 1833) basionyme Dircaea livida
- Coleoptera, Melyridae
  - Aplocnemus tarsalis (C.R. Sahlberg, 1822)
- Coleoptera, Pythidae
  - Pytho kolwensis C.R. Sahlberg, 1833
- Coleoptera, Scarabaeidae
  - Copris (Copris) corniger Sahlberg, 1823
  - Rutela histrio Sahlberg, 1823
- Coleoptera, Staphylinidae
  - Boreophilia fusca (Sahlberg, 1831)
  - Boreaphilus Sahlberg, 1832
  - Carpelimus foveolatus (C.R. Sahlberg, 1832)
  - Boreaphilus henningianus Sahlberg, 1832
  - Quedius maurus (C.R.Sahlberg, 1830)
- Coleoptera, Tenebrionidae
  - Akis granulifera Sahlberg, 1823
  - Cis crenatus C. R. Sahlberg, 1836
  - Gonocephalum inquinatum Sahlberg, 1823, basionyme Opatrum inquinatum
  - Opatrinus latipes (Sahlberg, 1823), basionyme Opatrum latipes
  - Opatrinus pullus (Sahlberg, 1823), basionyme Tenebrio pullus
  - Zidalus latipes (Sahlberg, 1823)

## Hommages
Plusieurs taxons ont été nommés en son honneur :
- Coleoptera, Carabidae
  - Cicindela sahlbergii Fischer von Waldheim, 1824
  - Nebria sahlbergi Fischer v.Waldheim,  1828
- Coleoptera, Chrysomelidae
  - Chatocnema sahlbergii (Gyllenhal, 1827)
  - Chrysolina orientalis sahlbergi (Ménétriés, 1832)
  - Chrysolina sahlbergi (Ménétriés, 1832)
- Coleoptera
  - Microon sahlbergi (R. Sahlberg, 1835) (Brentidae)
  - Rhacopus sahlbergi (Mannerheim, 1823) (Coleoptera, Eucnemidae)
  - Thamiocolus sahlbergi (R.F. Sahlberg, 1845) (Curculionidae)
- Diptera 
  - Anthomyza sahlbergi Zetterstedt, 1838, aujourd'hui syn. de Helina obscurata (Meigen, 1826) (Muscidae)
  - Dolichopus sahlbergi Zetterstedt, 1838 (Dilochopodidae)
- Hemiptera
  - Hesperocorixa sahlbergi (Fieber, 1848) (Corixidae)

## Quelques publications de C. R. Sahlberg
- (la) Sahlberg C. R., Tolpo M. J. Caussae salutarem institutionis publicae effectum impedientes, 1796, lire en ligne
- (la) Sahlberg C. R. Dissertatio academica qvaestionem examinans: an lichenes detrimento sint arboribus?, 1802, lire en ligne
- (la) Sahlberg C. R., Rönnbäck, G. G. De progressu cognitionis plantarum cryptogamicarum, 1804, lire en ligne
- (la) Sahlberg C. R. Dissertatio entomologica insecta Fennica enumerans (Coleoptera) (en 40 thèses réunies en 2 tomes, 1817-1839), 1834
- (la) Sahlberg C. R., Utter, J. I. Observationes quasdam de hordei in borealibus terris culti cito maturescendi habitu, et in re nostra rustica usu (« De l'orge cultivée dans les terres nordiques, de sa maturation rapide et de son usage dans nos pratiques agricoles »), 1817, lire en ligne.
- (la) Sahlberg C. R. Dissertatio academica, observationes quasdam historiam notonectidum, imprimis Fennicarum (« Observations sur l'histoire des Notonectidae »), 1819 lire en ligne
- (la) Sahlberg C. R. Periculum entomographicum, species insectorum nondum descriptas proponens (en 5 parties), 1823, lire en ligne
- (la) Sahlberg C. R. Theses, 1824, lire en ligne
- (la) Sahlberg C. R. Dissertatio entomologica insecta Fennica enumerans, 1834
- (la) Sahlberg C. R. Cicadae tres novae fennicae, in Acta societatis scientiarum Fenniae, Helsingfors, 1842, 1: 85-92, lire en ligne
- (sv) Sahlberg C. R. Nägra Anmärkningar om Xylophagus maculatus, in Acta societatis scientiarum Fenniae, Helsingfors, 1842, 1: 163-169.

## Source
- (ru) Cet article est partiellement ou en totalité issu de l’article de Wikipédia en russe intitulé « Зальберг, Карл Рейнгольд » (voir la liste des auteurs).